# 유로비전 송 콘테스트 2004
유로비전 송 콘테스트 2004는 제49회 유로비전 송 콘테스트이다. 이 대회는 2003년 튀르키예 이스탄불에서 세르타브 에레네르(Sertab Erener)의 "Everyway That I Can" 노래로 우승한 후 개최되었다. 유럽방송연맹(EBU)과 주최 방송사인 터키 라디오 및 텔레비전 공사(TRT)가 주최한 이 대회는 압디 이펙치 아레나(Abdi İpekçi Arena)에서 처음으로 5월 12일 준결승전과 2004년 5월 15일 결승전이 열렸다. 두 개의 라이브 쇼는 터키 배우 코란 아바이와 멜템 컴불이 선보였다. 터키가 데뷔한 지 29년 만에 대회를 개최한 것은 이번이 처음이자, 개최국의 수도에서 개최되지 않은 것은 1998년 버밍엄 대회 이후 처음이기도 하다.
이번 대회에는 36개국이 참가해 지난 대회의 26개국 기록을 깨뜨렸다. 알바니아, 안도라, 벨로루시, 세르비아, 몬테네그로가 올해 처음으로 참가했다. 기존 강등 시스템은 준결승 형식으로 대체되었다. 이는 참여를 희망하는 국가의 수가 점점 늘어나는 것을 수용하기 위해 수행되었다. 새로운 형식은 1994년부터 표준이었던 강등 규정에 따라 강제로 출전하지 않고 매년 모든 국가가 참가할 수 있도록 허용했다. 이로 인해 덴마크, 핀란드, 리투아니아, 마케도니아, 모나코, 스위스가 모두 복귀했다. 모나코는 1979년 이후 대회에 참가하지 않았다.
우승자는 루슬라나가 남편 올렉산드르 크세노폰토프와 함께 작곡한 "Wild Dances"라는 노래로 우크라이나였다. 이는 2003년 우크라이나가 데뷔한 지 불과 1년 만에 대회에서 우크라이나가 첫 승리를 거둔 것이다. 세르비아, 몬테네그로, 그리스, 터키, 키프로스, 스웨덴이 상위 5위 안에 들었다. 공모전의 확대로 인해 올해 처음으로 무승부 출품작이 200점을 넘었다. 이 대회 이전에는 1994년과 1997년에 우승한 출품작만이 이 기록을 통과했다. 이번 콘테스트에서는 상위 3곡이 모두 200점을 넘었다. 공식 CD가 출시되었고 처음으로 준결승전과 결승전이 포함된 전체 콘테스트가 DVD로 출시되었다.